# Yongzhongjiedao (ort i Kina, Zhejiang Sheng, lat 27,92, long 120,82)
Yongzhongjiedao (kinesiska: Ssu-ch’ien-chieh, 永中街道) är en ort i Kina. Den ligger i provinsen Zhejiang, i den östra delen av landet, omkring 270 kilometer söder om provinshuvudstaden Hangzhou. Antalet invånare är 128 374. Befolkningen består av 59 743 kvinnor och 68 631 män. Barn under 15 år utgör 15,0 %, vuxna 15-64 år 79 %, och äldre över 65 år 5,0 %.
Närmaste större samhälle är Wenzhou, 17,4 km nordväst om Yongzhongjiedao. Trakten runt Yongzhongjiedao består till största delen av jordbruksmark.
Genomsnittlig årsnederbörd är 2 185 millimeter. Den regnigaste månaden är juni, med i genomsnitt 294 mm nederbörd, och den torraste är januari, med 75 mm nederbörd.